# Partito Laburista Democratico (Australia)
Il Partito Laburista Democratico (in inglese: Democratic Labour Party) è un partito politico australiano di orientamento social-conservatore e distributista fondato nel 1955.
Ottenne un seggio al Senato in occasione delle elezioni parlamentari del 2010, quando fu eletto John Joseph Madigan per lo Stato di Victoria.

## Risultati
| Elezione          | Elezione | Voti    | %    | Seggi   |
| ----------------- | -------- | ------- | ---- | ------- |
| Parlamentari 2004 | Camera   | 1 372   | 0,01 | 0 / 150 |
| Parlamentari 2004 | Senato   | 58 042  | 0,49 | 0 / 40  |
| Parlamentari 2007 | Camera   | 6 018   | 0,05 | 0 / 150 |
| Parlamentari 2007 | Senato   | 115 966 | 0,92 | 0 / 40  |
| Parlamentari 2010 | Camera   | 5 212   | 0,04 | 0 / 150 |
| Parlamentari 2010 | Senato   | 134 987 | 1,06 | 1 / 40  |
| Parlamentari 2013 | Camera   | 36 086  | 0,28 | 0 / 150 |
| Parlamentari 2013 | Senato   | 112 549 | 0,84 | 0 / 40  |
| Parlamentari 2016 | Camera   | 3 166   | 0,02 | 0 / 150 |
| Parlamentari 2016 | Senato   | 94 510  | 0,58 | 0 / 76  |
| Parlamentari 2019 | Camera   | 18 287  | 0,13 | 0 / 151 |
| Parlamentari 2019 | Senato   | 149 970 | 1,03 | 0 / 40  |